# Электрик
«Электрик» (англ. The Electric Man) — американский фантастический фильм режиссёра Лучано Барсульи, снятый в 2022 году. Премьера фильма в США состоялась 11 февраля 2022 года.

## Сюжет
Жизнь Трейса Макнила резко меняется после удара током мощностью в 12 000 вольт, а на место реальности встаёт психоделическая фантазия.

## В ролях
- Эрик Робертс — мистер Мэнсон
- Том Сайзмор — Джейс
- Вернон Уэллс — Дуги
- Джед Роуэн — Трейс Макнил
- Рэйчел Райли — Роза
- Джеймс Ди Джакомо — Куинн
- Элисса Даулинг — миссис Мэнсон
- Ганс Хернке — отец Андрей
- Каси Браун — Зак
- Келли Даниэл — Тайлер
- Джозеф Позо — Даниэль
- Пол Мак — Роб Таннен
- Уинди Хэмилтон — мёртвый глаз Гретхен

## Награды и номинации
Фильм стал победителем на Каннском Всемирном кинофестивале, получив премию «Самый странный фильм», а также победил ещё в 17 фестивалях, где получил награды и одну номинацию.

## Критика
Гордон Шелли в своей рецензии, опубликованной в журнале Influx Magazine заявил, что «Электрик» — это по сути независимый фильм, напоминающий одноактную пьесу, потому что актёрская игра в нём напоминает выступление актёров на сцене Бродвейского театра». Также критик взял интервью у режиссёра, в котором тот согласился с мнением критика, сравнив съёмки фильма с постановкой театральной пьесы.